# Coelogyne pandurata
Coelogyne pandurata (hay Phong lan đen) là một loài phong lan từ Borneo. Đây là loài cây cảnh được những người lai giống tìm kiếm do nó có cánh hoa màu đen.

## Hình ảnh

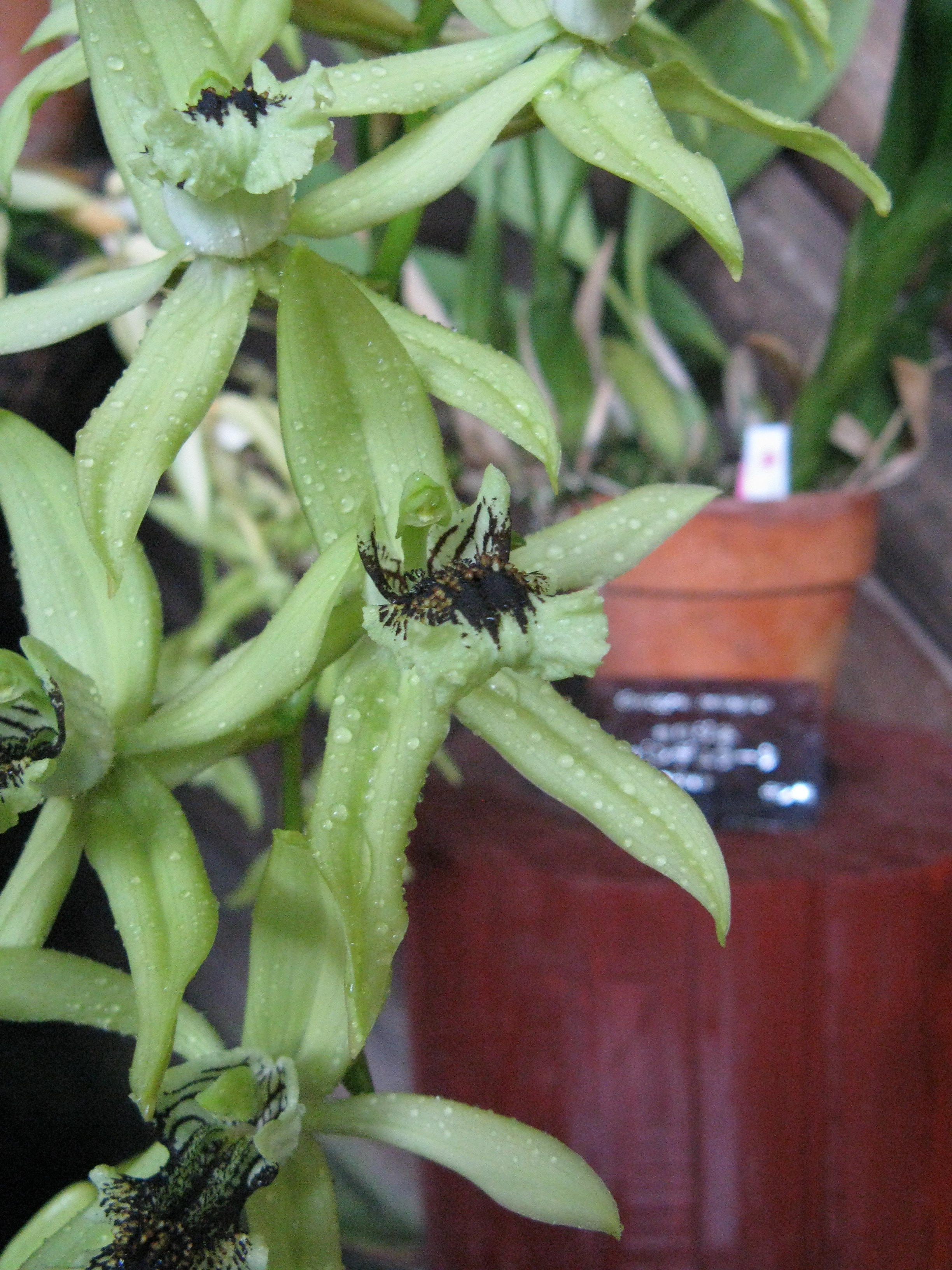
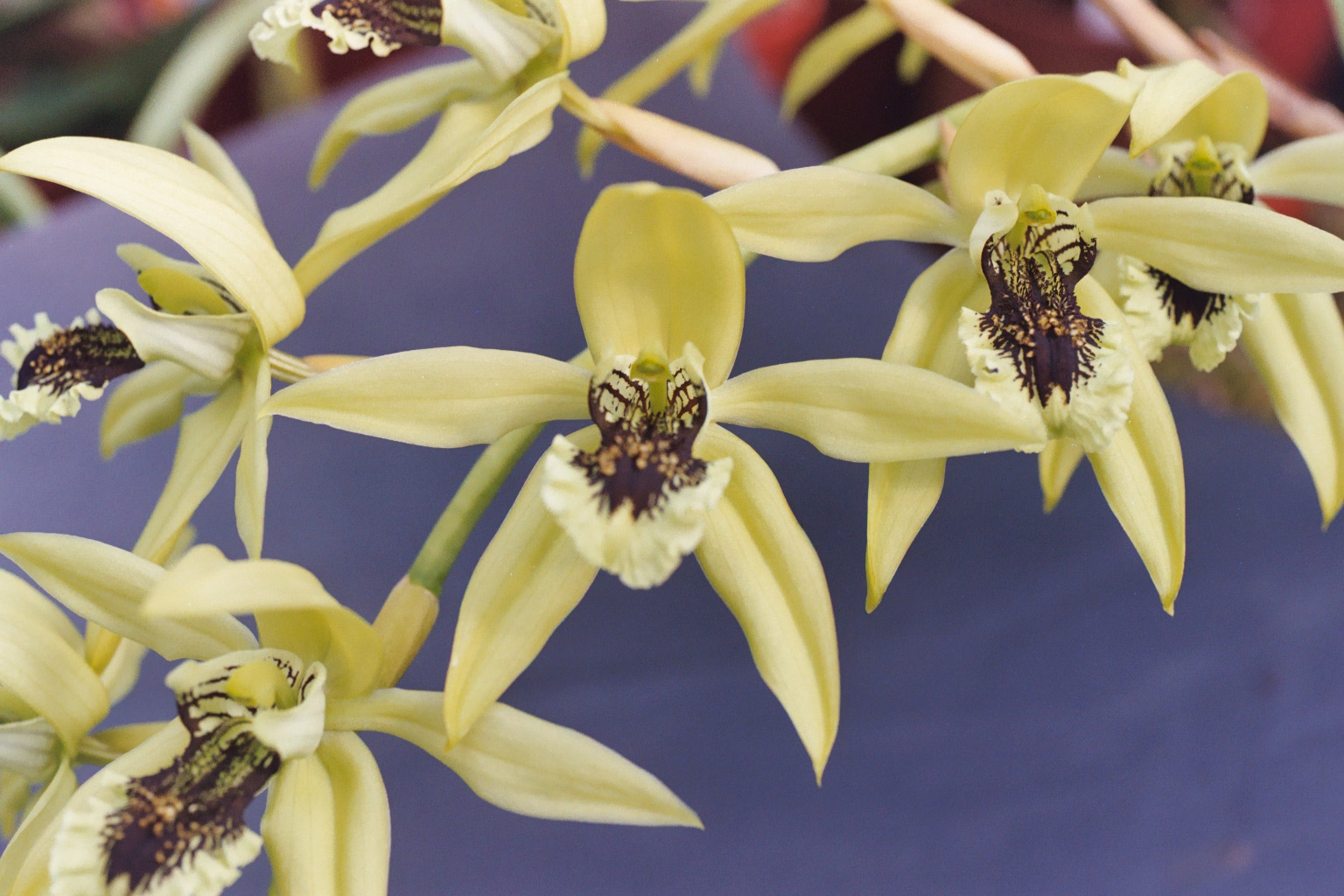
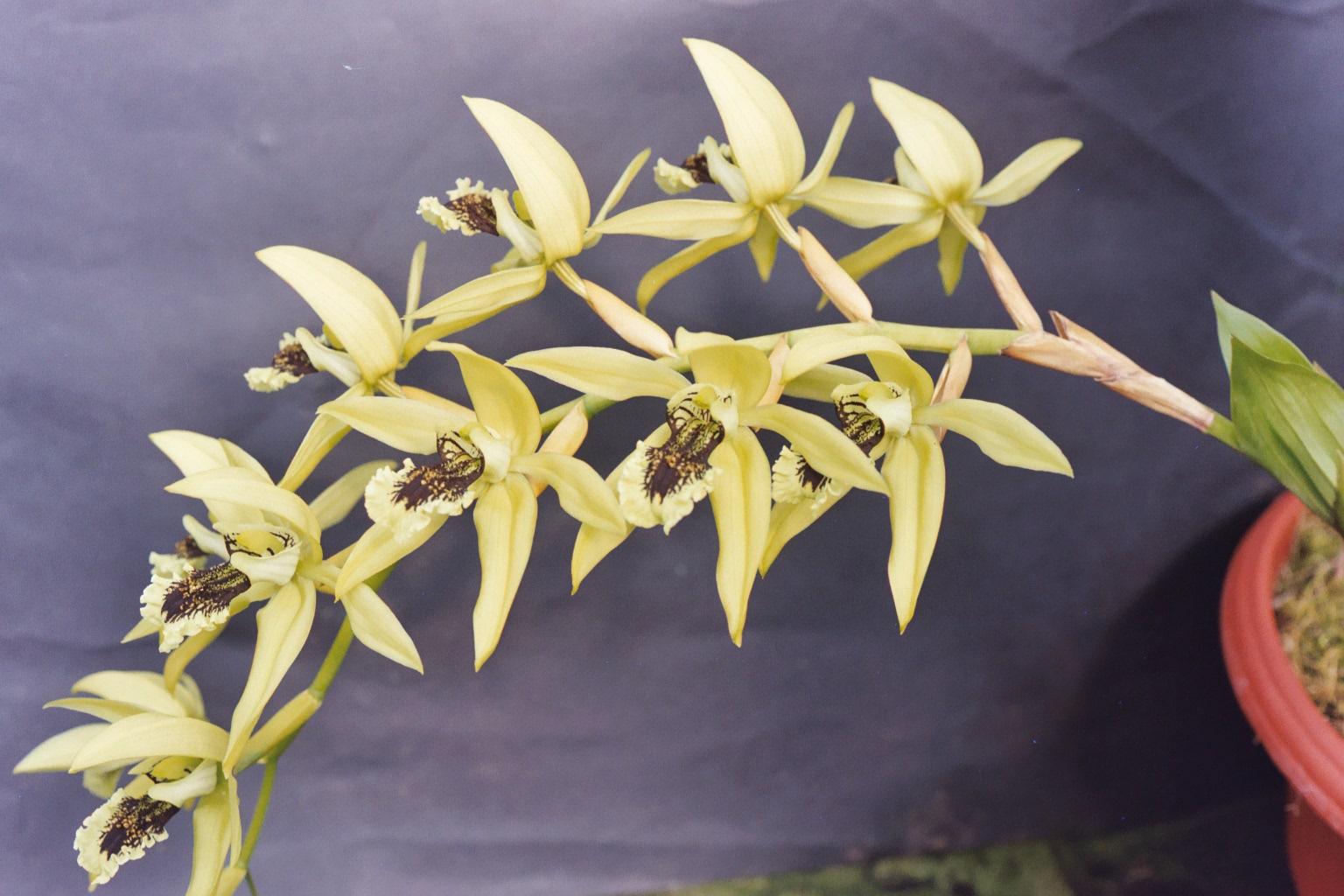
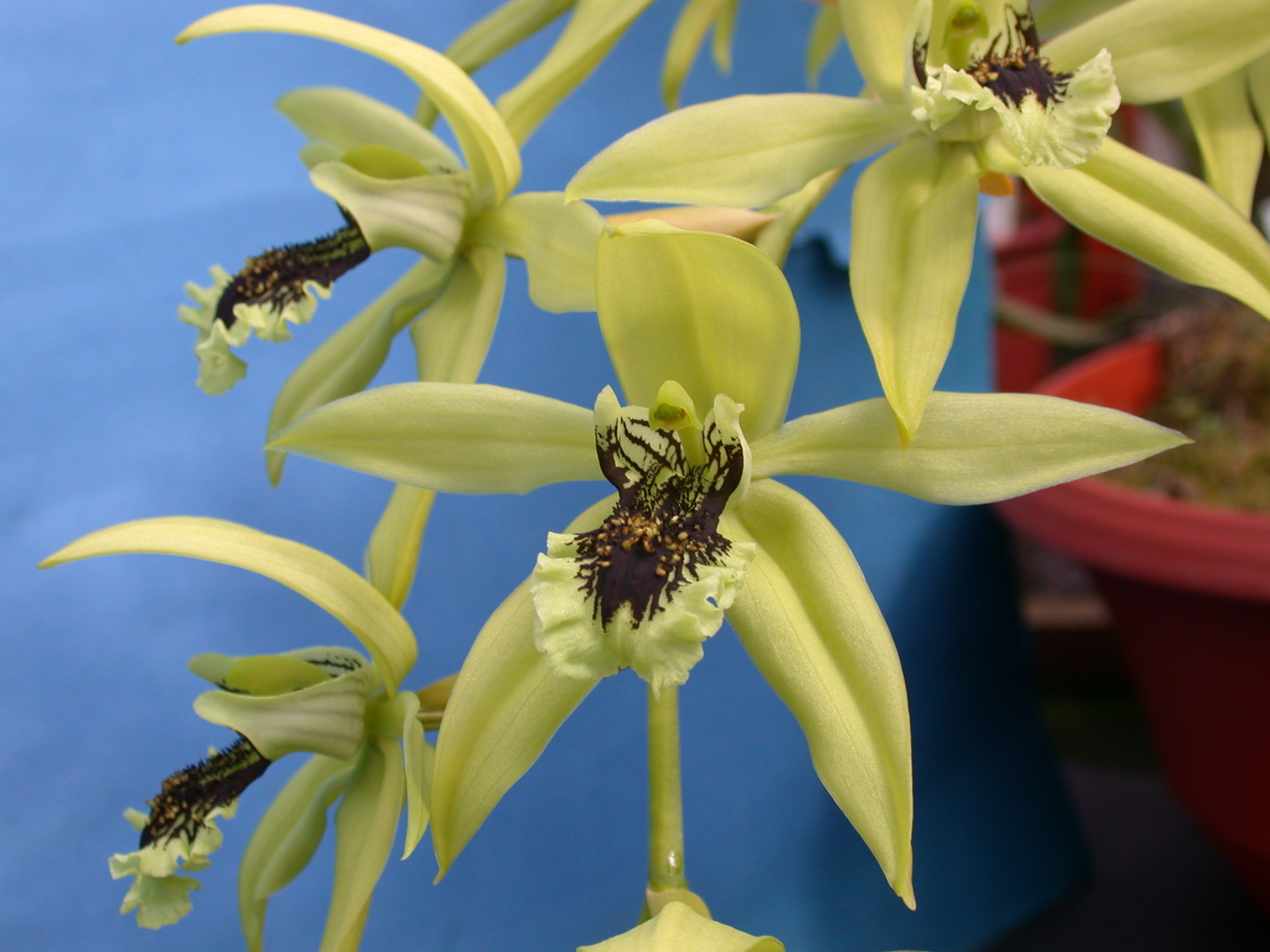